# 19-я армия (вермахт)
19-я армия (нем. 19. Armee) — создана 26 августа 1943 года в Южной Франции на основе армейской группы «Фельбер» (83-й армейский корпус).

## История армии
В 1944 году обороняла Южную Францию, отступила в Эльзас, затем в Южную Германию.
В феврале 1945 года почти полностью уничтожена в Кольмарском котле. В марте 1945 — пополнена ограниченно годными и фольксштурмовцами. В конце апреля 1945 года вновь практически уничтожена в районе Штутгарта. Остатки армии сдались американским войскам после капитуляции Германии 8 мая 1945 года.

## Состав армии
В июне 1944:
- 62-й армейский корпус
- 4-й полевой корпус

В декабре 1944:
- 63-й армейский корпус
- 64-й армейский корпус
- 90-й армейский корпус

В марте 1945:
- 18-й армейский корпус СС:
  - 805-я дивизия
  - 1005-я пехотная бригада
  - бригада «Баур»
- 64-й армейский корпус:
  - 198-я пехотная дивизия
  - 405-я дивизия

## Командующие армией
- с 26 августа 1943 — генерал пехоты Георг фон Зоденштерн
- с 29 июня 1944 — генерал пехоты Фридрих Визе
- с 15 декабря 1944 — генерал пехоты Зигфрид Расп
- с 15 февраля 1945 — генерал пехоты Герман Фёрч
- с 1 марта 1945 — генерал пехоты Ханс фон Обстфельдер
- с 26 марта 1945 — генерал танковых войск Эрих Бранденбергер